# Titanfall 2
Titanfall 2 är en förstapersonsskjutare utvecklat av Respawn Entertainment och utgivet av Electronic Arts. Det är uppföljaren till Titanfall från 2014 och släpptes den 28 oktober 2016 till Playstation 4, Microsoft Windows och Xbox One.